# Dick Crealy
Richard Crealy (Sydney, 18 de setembro de 1944) é um ex-tenista profissional australiano.

## Grand Slam finais

### Simples (1 vice)
| Ano  | Torneio         | Oponente    | Placar        |
| 1970 | Australian Open | Arthur Ashe | 4–6, 7–9, 2–6 |

### Duplas (2 títulos)
| Ano  | Torneio          | Parceiro    | Oponente                 | Placar                  |
| 1968 | Australian Open  | Allan Stone | Terry Addison Ray Keldie | 10–8, 6–4, 6–3          |
| 1974 | Aberto da França | Onny Parun  | Robert Lutz Stan Smith   | 6–3, 6–2, 3–6, 5–7, 6–1 |

### Duplas Mistas (1 título)
| Ano  | Torneio         | Parceira         | Oponente                   | Placar |
| 1968 | Australian Open | Billie Jean King | Margaret Court Allan Stone | w.o.   |